# Iskandaria kuschakewitschi
Iskandaria kuschakewitschi är en fiskart som först beskrevs av Herzenstein, 1890.  Iskandaria kuschakewitschi ingår i släktet Iskandaria och familjen grönlingsfiskar. Inga underarter finns listade i Catalogue of Life.